# Orthonevra fumipennis
Orthonevra fumipennis är en tvåvingeart som först beskrevs av Friedrich Hermann Loew 1843.  Orthonevra fumipennis ingår i släktet glansblomflugor, och familjen blomflugor.
Artens utbredningsområde är Grekland. Inga underarter finns listade i Catalogue of Life.